# Locmélar
Locmélar [lɔkmelaʁ] est une commune du département du Finistère, dans la région Bretagne, en France.

## Géographie

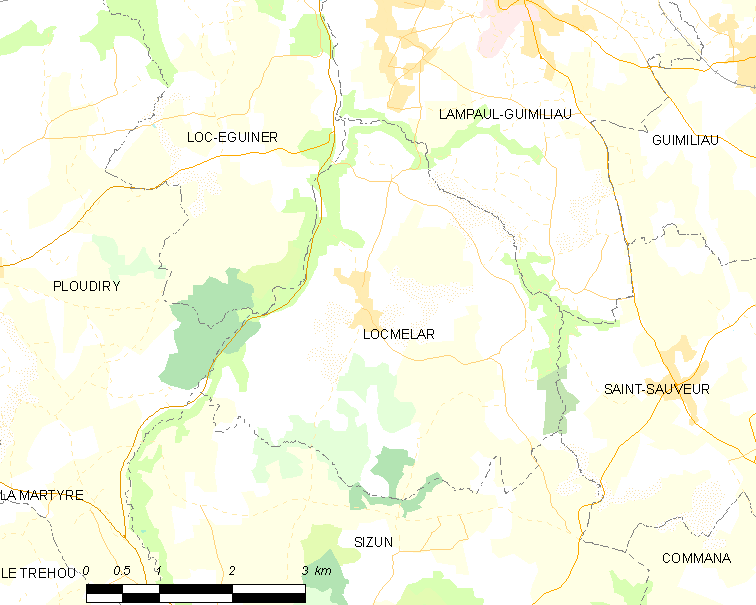
Carte de la commune de Locmélar.

Nichée au pied des Monts d'Arrée, la plus petite commune du canton de Sizun, au sud de Landivisiau couvre 1550 ha et compte environ 500 habitants.

### Communes limitrophes
| Loc-Eguiner           | Loc-Eguiner, Lampaul-Guimiliau | Lampaul-Guimiliau |
| Ploudiry, Loc-Eguiner | Locmélar                       | Saint-Sauveur     |
| Ploudiry, Sizun       | Sizun                          | Sizun             |

### Hydrographie
Pour un article plus général, voir Réseau hydrographique du Finistère.
La commune est située dans le bassin Loire-Bretagne. Elle est drainée par l'Élorn, l'an Dour Kamm, le ruisseau Dour ar Men Glaz et divers autres petits cours d'eau,.
L'Élorn, d'une longueur de 56 km, prend sa source dans la commune de Sizun et se jette  dans la rade de Brest entre les communes de Plougastel-Daoulas et de Le Relecq-Kerhuon, après avoir traversé 14 communes. 
An an Dour Kamm, d'une longueur de 11 km, prend sa source dans la commune de Commana et se jette  dans l'Élorn sur la commune, après avoir traversé cinq communes. 

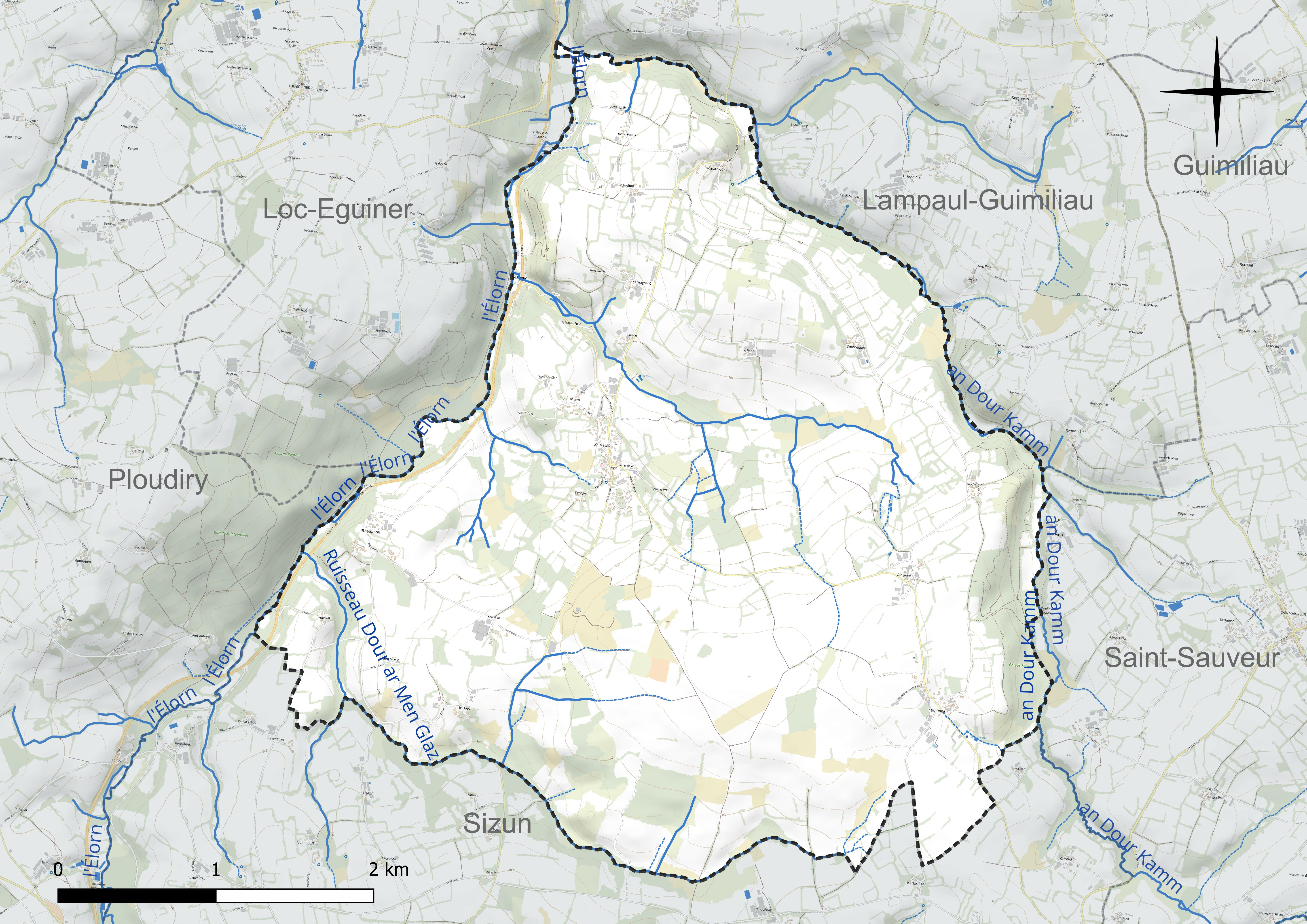
Réseau hydrographique de Locmélar.

### Climat
Pour des articles plus généraux, voir Climat de la Bretagne et Climat du Finistère.
En 2010, le climat de la commune est de type climat océanique franc, selon une étude du CNRS s'appuyant sur une série de données couvrant la période 1971-2000. En 2020, Météo-France publie une typologie des climats de la France métropolitaine dans laquelle la commune est exposée à un climat océanique et est dans la région climatique  Finistère nord, caractérisée par une pluviométrie élevée, des températures douces en hiver (6 °C), fraîches en été et des vents forts. Parallèlement l'observatoire de l'environnement en Bretagne publie en 2020 un zonage climatique de la région Bretagne, s'appuyant sur des données de Météo-France de 2009. La commune est, selon ce zonage, dans la zone « Monts d'Arrée », avec des hivers froids, peu de chaleurs et de fortes pluies.  
Pour la période 1971-2000, la température annuelle moyenne est de 11,3 °C, avec  une amplitude thermique annuelle de 10,4 °C. Le cumul annuel moyen de précipitations est de 1 044 mm, avec 15,8 jours de précipitations en janvier et 8,3 jours en juillet. Pour la période 1991-2020, la température moyenne annuelle observée sur la station météorologique la plus proche, située sur la commune de Sizun à 6 km à vol d'oiseau, est de 11,2 °C et le cumul annuel moyen de précipitations est de 1 345,3 mm,. Pour l'avenir, les paramètres climatiques de la commune estimés pour 2050 selon différents scénarios d'émission de gaz à effet de serre sont consultables sur un site dédié publié par Météo-France en novembre 2022.

## Urbanisme

### Typologie
Au 1er janvier 2024, Locmélar est catégorisée commune rurale à habitat dispersé, selon la nouvelle grille communale de densité à 7 niveaux définie par l'Insee en 2022.
Elle est située hors unité urbaine. Par ailleurs la commune fait partie de l'aire d'attraction de Landivisiau, dont elle est une commune de la couronne,. Cette aire, qui regroupe 12 communes, est catégorisée dans les aires de moins de 50 000 habitants,.

### Occupation des sols
L'occupation des sols de la commune, telle qu'elle ressort de la base de données européenne d'occupation biophysique des sols Corine Land Cover (CLC), est marquée par l'importance des territoires agricoles (78,8 % en 2018), en diminution par rapport à 1990 (79,7 %). La répartition détaillée en 2018 est la suivante :
zones agricoles hétérogènes (55,8 %), terres arables (22,6 %), forêts (12,6 %), milieux à végétation arbustive et/ou herbacée (7,1 %), zones urbanisées (1,6 %), prairies (0,3 %). L'évolution de l'occupation des sols de la commune et de ses infrastructures peut être observée sur les différentes représentations cartographiques du territoire : la carte de Cassini (XVIIIe siècle), la carte d'état-major (1820-1866) et les cartes ou photos aériennes de l'IGN pour la période actuelle (1950 à aujourd'hui).

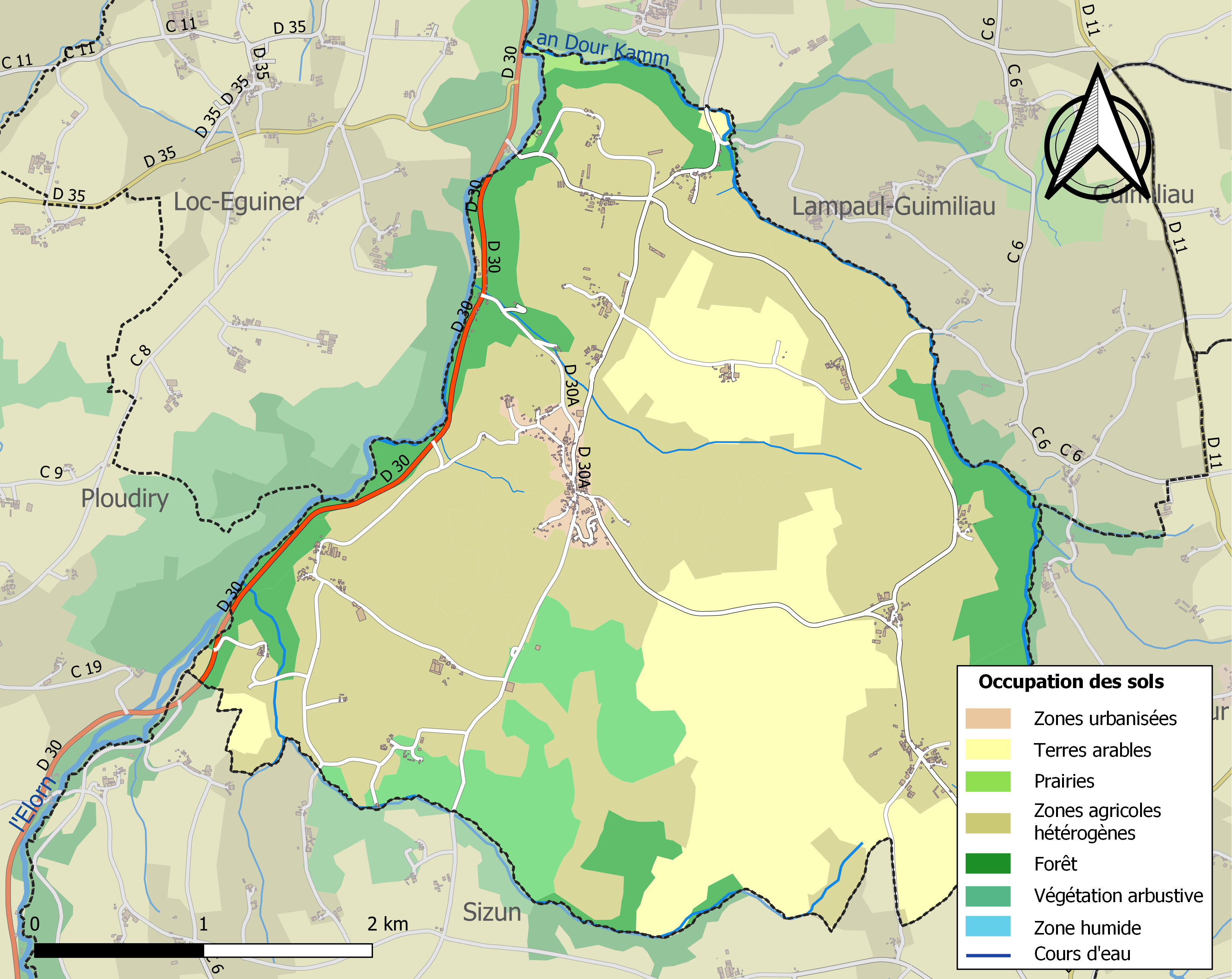
Carte des infrastructures et de l'occupation des sols de la commune en 2018 (CLC).

## Toponymie
Le nom de la localité est attesté sous les formes Lomelare en 1609 et Locmelar en 1661.
Loc est issu du breton lok (« lieu consacré »), Melar est la forme bretonne de Magloire.

## Histoire

### Origines
La fondation de Locmélar et le culte de saint Mélar sont probablement consécutifs au miracle raconté dans la Vita S. Melori, découverte à Meaux par Dom Plaine et provenant de l'abbaye Notre-Dame de Châge. Selon ce récit légendaire, après le décès du jeune saint mis à mort au château de Beuzit, près de Lanmeur, sa tête fut transportée à la cathédrale de Quimper comme relique, mais les habitants de la Domnonée (Léon actuel) ne cessant de la réclamer, il fut convenu que « Cornouaillais et Domnonéens, nu-pieds, se rendraient sur la montagne d'Arez à la limite des deux provinces, les uns avec le corps, les autres avec la tête, afin de mettre en face ces deux reliques vénérables, pendant que tout le peuple prierait Dieu de déclarer par un miracle où seraient conservées la totalité des saintes reliques ». Et la tête d'elle-même se mit à rejoindre le corps...
Locmélar fut longtemps une simple trève de Sizun. C'est le 4 décembre 1612 que le recteur de Sizun de l'époque, messire Hervé Urien, annonce aux tréviens de Locmélar, que « vu leur requête, il avait demandé et obtenu de l'Ordinaire l'octroi d'un fonds baptismal et sacraire ». En 1671, les tréviens obtiennent qu'une (un tibia) des reliques de saint Mélar soit transférée de l'église de Lanmeur en celle de Locmélar. Des cloches sont la même année installées dans l'église.

### Temps modernes

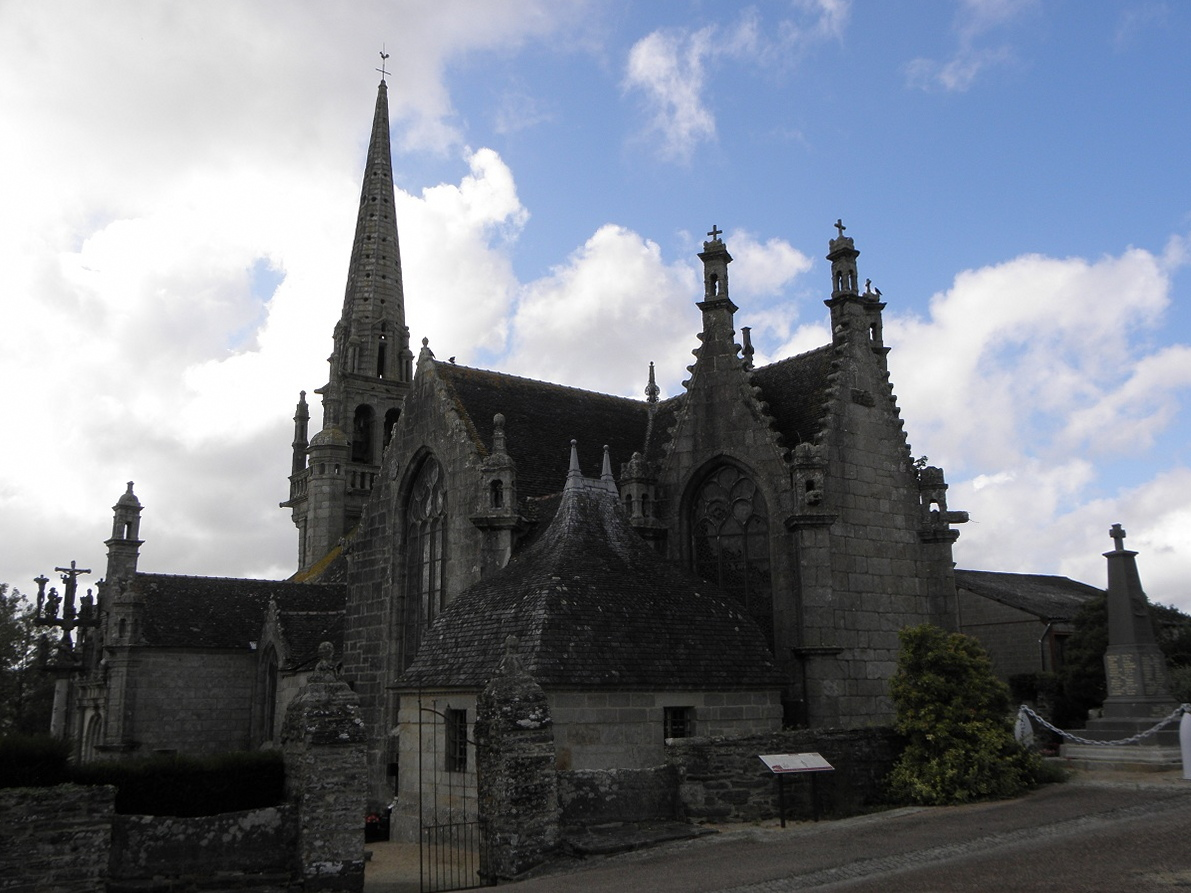
L'église datant du XVIe siècle.

### Révolution française
Joseph Thépaut, né le 13 mars 1763 à Porspoder, fut prêtre constitutionnel, ordonné par Mgr Expilly le 11 août 1792 ; en 1804, il est recteur de Locmélar, mais est qualifié de « mauvais sujet, tapageur ».

### LeXIXesiècle

#### La vie rurale traditionnelle
En décembre 1783, « une louve enragée blessa six personnes à Locmélar, dont deux dangereusement, et quatre autres à Ploudiry. Des bœufs qu'elle alla ensuite attaquer la tuèrent à coups de cornes ».
Selon des statistiques agricoles publiées en 1849 et concernant selon les productions des années comprises entre 1836 et 1846, la totalité de la population communale en 1836, soit 1 041 personnes, est considérée comme agricole. La répartition de l'occupation des terres est alors la suivante : 509 ha de terres arables, 788 ha de landes et bruyères, 73 ha de bois, taillis et plantations, 106 ha de prairies naturelles ; la commune possédait alors 4 moulins en activité. Les paysans de Locmelar cultivaient à l'époque 102 ha d'avoine, 51 ha de froment, 51 ha d'orge, 53 ha de seigle, 61 ha de sarrasin, 5 ha de lin, 4 ha de chanvre, 10 ha de navets, betteraves, carottes et choux (dont 8 ha de navets), 25 ha de trèfle, 23 ha de pommes de terre, 735 ha d'ajoncs d'Europe, 153 ha restant en jachère, et élevaient 60 chevaux, 174 bovins (dont 120 vaches), 45 porcs, 47 ovins (7 béliers, 22 moutons, 12 brebis, 6 agneaux), 4 caprins (1 bouc et 3 chèvres), 197 poules et 31 coqs, et possédaient 88 ruches à miel.

#### La vie religieuse auXIXesiècle
Locmélar est érigée en succursale en 1808 et est alors peuplée de 1 100 âmes.
La mission de 1892 fut suivie par tous les paroissiens sans exception.

### LeXXesiècle

#### La Belle Époque
En réponse à une enquête épiscopale organisée en 1902 par Mgr Dubillard, évêque de Quimper et de Léon en raison de la politique alors menée par le gouvernement d'Émile Combes contre l'utilisation du breton par les membres du clergé, le recteur de Locmélar, l'abbé Corre, écrit que « c'est la langue bretonne qui est toujours usitée » par les grandes personnes.

## Politique et administration

### Héraldique
| Blason de Locmélar | Blason de Locmélar. Parti, au premier de gueules au pied de profil d'or, au second d'or à la main dextre appaumée de gueules ; le tout sommé d'un chef d'hermine chargé d'une truite d'azur. Approuvé en conseil municipal en 1985, déposé en préfecture le 27 novembre 1985. Le blason est présenté sur le site officiel de la mairie. |

### Liste des maires
| Période                                  | Période     | Identité            | Étiquette | Qualité                          |
| ---------------------------------------- | ----------- | ------------------- | --------- | -------------------------------- |
| 1959                                     | 1983        | François Pencréac'h | SFIO→PS   | Ouvrier à l'Arsenal de Brest     |
| 1983                                     | 2008        | Henri Therin        | PS        | Professeur au Collège de Commana |
| 2008                                     | 2014        | Roger Kerambloc'h   |           |                                  |
| 2014                                     | 25 mai 2020 | Pierre-Yves Moal    | UDB       | Enseignant                       |
| 25 mai 2020                              | En cours    | Bruno Cadiou        |           |                                  |
| Les données manquantes sont à compléter. |             |                     |           |                                  |

### Démographie
| 1793 | 1800 | 1806 | 1821 | 1831  | 1836  | 1841  | 1846  | 1851  |
| ---- | ---- | ---- | ---- | ----- | ----- | ----- | ----- | ----- |
| 883  | 810  | 929  | 943  | 1 039 | 1 041 | 1 094 | 1 123 | 1 178 |

| 1856  | 1861  | 1866  | 1872  | 1876  | 1881  | 1886  | 1891  | 1896 |
| ----- | ----- | ----- | ----- | ----- | ----- | ----- | ----- | ---- |
| 1 101 | 1 085 | 1 142 | 1 050 | 1 067 | 1 051 | 1 075 | 1 054 | 975  |

| 1901 | 1906 | 1911 | 1921 | 1926 | 1931 | 1936 | 1946 | 1954 |
| ---- | ---- | ---- | ---- | ---- | ---- | ---- | ---- | ---- |
| 978  | 975  | 977  | 781  | 764  | 682  | 651  | 572  | 512  |

| 1962 | 1968 | 1975 | 1982 | 1990 | 1999 | 2004 | 2006 | 2009 |
| ---- | ---- | ---- | ---- | ---- | ---- | ---- | ---- | ---- |
| 470  | 445  | 356  | 349  | 455  | 469  | 450  | 426  | 428  |

| 2014 | 2019 | 2022 | - | - | - | - | - | - |
| ---- | ---- | ---- | - | - | - | - | - | - |
| 455  | 474  | 476  | - | - | - | - | - | - |

Commentaire : En augmentation continue pendant la première moitié du XIXe siècle (+ 203 habitants entre 1793 et 1851 soit + 23 % en 58 ans), le maximum démographique étant atteint en 1851 avec 1 178 habitants, la population stagne dans la seconde moitié du XIXe siècle évoluant à peine d'un recensement à l'autre. Le XXe siècle est par contre une période de déclin démographique spectaculaire, surtout à partir de la Première Guerre mondiale : entre 1911 et 1982, Locmélar perd 628 habitants soit presque les deux-tiers de sa population (- 64,2 % en 71 ans) atteignant son minimum démographique en 1982 avec seulement 349 habitants. Les deux dernières décennies du XXe siècle, depuis 1982, montrent une modeste reprise démographique, mais le déclin reprend dans la première décennie du XXIe siècle.
Entre 1998 et 2007, Locmélar a enregistré 65 naissances et 45 décès, donc un excédent naturel de 20 habitants en 10 ans liée à l'installation d'assez nombreux jeunes couples dans la commune pendant les deux dernières décennies du XXe siècle. La densité de population est de 28 habitants par km2 en 2010.

## Monuments
La commune de Locmélar est riche d'une église classée, faisant partie du circuit des enclos paroissiaux. Bâtie sur la base d'une chapelle dont on a conservé le clocher, elle a été entièrement restaurée.
Son saint patron, saint Mélar, était fils de Sulliau, roi du Léon (partie nord du Finistère). La légende dit que son frère Rivod, afin de prendre le trône, lui a coupé une main et un pied, et qu'une main en argent et un pied en or lui ont poussé. Plus tard, Rivod est parvenu à ses fins, et Mélar est devenu saint.
L'église présente des éléments très récemment restaurés dont le porche méridional (1654) classique avec ses colonnes baguées de style Renaissance et ses lanternons. La porte sous le clocher est datée de 1577, la cuve baptismale de 1612, la porte latérale sud de 1619, celle du nord de 1649 et le porche de 1664. Il abrite à l'intérieur des niches les statues des apôtres. Les retables dédiés à saint Mélar, à la Vierge ou à saint Hervé. Le retable du maître-autel est du XVIIe siècle : des panneaux en bas-relief retracent l'histoire de saint Mélar. L'enclos paroissial de Locmélar est un exemple de dévotion populaire tout empreinte de simplicité et de ferveur. Le calvaire à double console en kersantite et granit (XVIe siècle).

## Événements
La commune s'anime chaque 1er dimanche d'octobre du pardon voué à saint Mélar.
Avant la messe se déroule une procession en costume breton.
Une kermesse est organisée tous les ans par l'école primaire publique.